# Don Lancaster
Donald E. Lancaster és un autor americà, inventor, escriptor, enginyer i pioner dels microordinadors.
Lancaster va publicar articles per aficionats a l'electrònica en revistes populars en la dècada de 1970, com Popular Electronics, la més difosa als Estats Units en aquella època. També va participar en altres revistes del gènere com: Dr. Dobb's Journal, de Jim Warren; 73 Magazine; la revista Byte, publicada inicialment pel difunt Wayne Green; i la revista HR, publicada per Jim Fisk. Una història de l'època va ser: Hackers: Heroes of the Computer Revolution Va produir i publicar projectes de nivell de hobby documentats i serialitzats ocasionalment en aquestes columnes de la revista, desenvolupant l'afició del lector regular, similar a les sèries de l'època de la Segona Guerra Mundial, així com la sèrie d'articles Hardware Hacker, col·laborador d'Apple.

## Projectes professionals
El primer projecte important i molt primerenc que va provocar la idea que els usuaris finals podrien fabricar els seus propis dispositius informàtics era el seu projecte de terminal "TV Typewriter". Va ser una prova de concepte, que es componia principalment de components discrets i circuits integrats bàsics, microprocessadors primitius o controladors integrats a gran escala. De manera similar en aquella època, el Homebrew Computer Club, va publicar el seu llibre sobre emprenedoria tècnica "The Incredible Secret Money Machine", i el seu "treball bessó" en defensa del sistema d'impressió a demanda, que es va anticipar al negoci d'impressió a demanda de Lulu.com i Amazon basada en documents finals en PDF preparats per l'autor. Lulu.com també va demostrar el model d'inventor combinant tecnologies emprenedores, amb el seu fundador, Bob Young que ja havia iniciat amb èxit Red Hat, l'entitat de distribució de programari informàtic Open Source, com ho va fer amb Hardware Hacker.
Lancaster va complir les comandes per als llibres anomenats "Dead tree" amb el que ara es coneix com a tècnica d'impressió a la carta per a diversos llibres (sense ISBN, perquè eren creacions de "guerrilla" que no podien pagar les despeses d'entrar a la llista de "Books in Print '- el catàleg dominant de l'època). Va produir aquestes impressions a través del port de jocs d'un Apple II transferint el codi PostScript a una impressora làser en comptes de fer-ho des d'un Macintosh executant PageMaker. Va ajudar a dissenyar i fabricar el teclat de l'Apple I. Anteriorment ja tenia una llicència de radioaficionat (K3BYG).).